# Боваллон (Рона)
Боваллон (фр. Beauvallon) — муніципалітет у Франції, у регіоні Овернь-Рона-Альпи, департамент Рона. Боваллон утворено 1 січня 2018 року шляхом злиття муніципалітетів Сент-Андеоль-ле-Шато, Сен-Жан-де-Тусла i Шассаньї. Адміністративним центром муніципалітету є Сент-Андеоль-ле-Шато. Населення — 4135 осіб (01.01.2021).